# Ambia (crambídeos)
Ambia (Crambidae) é um gênero de mariposa pertencente à família Crambidae.